# Valle de Losa
Valle de Losa – gmina w Hiszpanii, w prowincji Burgos, w Kastylii i León, o powierzchni 227,66 km². W 2011 roku gmina liczyła 565 mieszkańców.